# Tomasz Śmietanka
Tomasz Józef Śmietanka (ur. 8 marca 1969 w Kozienicach) – polski ekonomista i samorządowiec, w latach 1998–2018 burmistrz Kozienic III, IV, V, VI i VII kadencji.

## Życiorys
Uzyskał tytuł zawodowy magistra inżyniera techniki rolniczej i leśnej oraz inżyniera techniki rolno-spożywczej na Akademii Rolniczej w Lublinie. Jest absolwentem Międzywydziałowego Studium Pedagogicznego (1991–1993) oraz Międzywydziałowego Studium Zarządzania w Agrobiznesie (1993). Odbył studia podyplomowe z zakresu samorządu terytorialnego na Uniwersytecie Warszawskim (1999–2000) oraz w Polskiej Akademii Nauk (2000–2002). W 2011 uzyskał stopień doktora nauk ekonomicznych w Szkole Głównej Handlowej w Warszawie (2011).
Był pracownikiem biura maklerskiego Banku Energetyki w Radomiu 1994–1998, a w 1997 kierownikiem punktu obsługi klienta w Kozienicach w ramach tej instytucji. Został także nauczycielem akademickim w Wyższej Szkole Nauk Społecznych i Technicznych w Radomiu, Wyższej Szkole Handlowej w Radomiu i Wyższej Szkole Rozwoju Lokalnego w Żyrardowie. Autor około 20 publikacji naukowych o tematyce ekonomicznej i społecznej.
W 1998 został wybrany przez radę miejską na burmistrza miasta i gminy Kozienice. W latach 1998–2002 sprawował mandat radnego rady powiatu kozienickiego. W 2002 został wybrany na przewodniczącego Konwentu Wójtów i Burmistrzów Ziemi Radomskiej. W tym samym roku w wyborach bezpośrednich z powodzeniem ubiegał się o ponowny wybór na urząd burmistrza Kozienic. Uzyskiwał reelekcję w kolejnych wyborach samorządowych w 2006, 2010 i 2014. W 2005 wystartował jako kandydat niezależny do Senatu w okręgu nr 16, zajmując 11. miejsce wśród 17 kandydatów. W 2015 bez powodzenia kandydował do Sejmu z listy Platformy Obywatelskiej.
W 2018 nie kandydował w wyborach na burmistrza. W tym samym roku z listy Koalicji Obywatelskiej (jako przedstawiciel Samorządowego Forum Ziemi Kozienickiej) uzyskał mandat radnego sejmiku mazowieckiego VI kadencji. Z ramienia KO wystartował następnie do Sejmu w wyborach 2019 i 2023. W 2024 ponownie uzyskał mandat radnego powiatu.